# Uluborlu
Uluborlu est une ville et un district de la province d'Isparta dans la région méditerranéenne en Turquie.

## Histoire
Certains identifient cette ville avec la cité antique de Sozopolis de Pisidie, mais cette identification n'est pas prouvée.